# Danmarksturneringen i atletik 2011
Danmarksturneringen i atletik 2011 eller Landsturneringen i atletik 2011 er Dansk Atletik Forbunds danske mesterskab for klubhold. 
Danmarksturneringens finale 2011 afvikledes 11. september på Skive Stadion med Skive AM som arrangør. Det blev till dobbeltsejr til Sparta Atletik for 14. år i træk, mændens sejr var den 26. i træk.  

## Resultatet i elitedivisionen, 2011

### Mænd
- Guld Sparta Atletik 122 p
- Sølv Aarhus 1900 91½ p
- Bronze Københavns IF 83 p
- 4 Skive AM 70½p
- 5 OA/OGF 53½p
- 6 Hvidovre AM 40½p

### Kvinder
- Guld  Sparta Atletik 120 p
- Sølv  Hvidovre AM 77 p
- Bronze Aarhus 1900 69 p
- 4  KIF 67½ p
- 5  Amager AC 53 p
- 6  OA/OGF 53 p